# Vesce hérissée
Vicia hirsuta
Espèce
Classification phylogénétique
La vesce hérissée ou vesce hirsute (Vicia hirsuta) est une espèce de plantes à fleurs de la famille des Fabacées. C'est une plante herbacée annuelle commune en Europe.
Synonyme :
- Ervilia hirsuta (L.) Opiz, 1852

## Description
C'est une plante poilue, plutôt petite aux feuilles alternes, pennées, stipulées (de 4 à 10 paires de folioles linéaires à oblongues). Les fleurs sont petites, blanchâtres. Les fruits sont des gousses noires poilues. La floraison débute au mois de mai. Elle atteint une hauteur de 30 à 80 cm.

## Répartition et habitat
Cette plante des prés rocailleux, des lisières, des bords des chemins, des lieux cultivés, est très commune en Europe jusqu'à 1 800 m d'altitude.